# Felip de Cervelló
Felip de Cervelló (?, Segle XV - XVI) va ser un noble català, de la família dels Cervelló
Per l'octubre de 1527 la cambreria de la Seu de Tarragona estava vacant per la mort de l'anterior cambrer Joan Bertran, i el papa Climent VII va donar possessió de les rendes de Reus al cavaller Felip de Cervelló i al seu nebot Berenguer de Cervelló. A més, Berenguer era nomenat cambrer de Reus per una butlla papal, amb la meitat de les rendes lligades a la cambreria, mentre l'altra meitat era donada a Felip de Cervelló, que també rebia tota la jurisdicció civil i criminal a perpetuïtat, podent-la transmetre a la seva descendència. Amb aquest acte el papa agraïa les atencions rebudes de Felip de Cervelló quan els soldats de Carles I saquejaren la ciutat de Roma i aquest el defensà al castell de Sant'Angelo.
El Capítol de la Seu de Tarragona va veure minvat el seu poder sobre Reus per aquesta decisió papal, i argumentà que no es podia segregar de la cambreria la jurisdicció civil i criminal ni part de les rendes, i que per nomenar cambrer calia la consulta amb el Capítol. Va decidir apel·lar contra les butlles papals i va nomenar un nou cambrer, Joan de Cardona. El Consell de Reus va decidir fer costat a Berenguer de Cervelló i al seu oncle Felip, però els canonges tarragonins no van reconèixer Berenguer. Felip de Cervelló es va presentar a Reus pel maig de 1529 amb la pretensió de convertir Reus en baronia. Els canonges de la Catedral de Tarragona van dir que el títol de baró venia del Papa i que ells no l'acceptaven. Com a resultat, el Consell de Reus es va negar, el 1531 a fer-se càrrec de les despeses de manutenció i d'estada del bisbe de Tarragona a la ciutat, tal com era costum, i va prohibir anar-lo a rebre. El 1532 Berenguer cedeix a la universitat de Reus els delmes i censos de la vila, a canvi d'una contribució fixa anual. El conflicte durà anys, fins que el 1539 Felip de Cervelló va arribar a una concòrdia amb el Capítol tarragoní, signada pel papa Pau III, on renunciava a la jurisdicció sobre la vila i a la seva part de les rendes, a canvi de rebre anualment 400 lliures de pensió. Berenguer renuncià també a la cambreria de Reus, que quedaria unida al Capítol de la Seu de Tarragona amb totes les rendes i drets. Va desaparèixer així la dignitat de Cambrer vinculada al senyoriu de Reus. Al llarg d'aquest segle xvi totes les rendes i drets que havien estat de la Cambreria van passar al Capítol dels canonges, que finalment les va vendre a l'arquebisbe Joan Terès, qui, quan en va prendre possessió el 1595, incorporà definitivament Reus a la Mitra.
Per altra banda, Felip de Cervelló es pot identificar amb el Felip de Cervelló que va ocupar el càrrec de Lloctinent general del Regne de Mallorca (1538 - 1547).